# Crkva sv. Petra u Kaštel Novome
Crkva sv. Petra nalazi se u ulici sv. Petra od Klobučca, u  Kaštel Novome, Grad Kaštela.

## Opis
Župna crkva sv. Petra u Kaštel Novom je trobrodna bazilika sa stilskim obilježjima historicizma. Jedna je od najvećih dalmatinskih crkava građenih tijekom 19. st. u povijesnim slogovima. Gradnja je započeta 1871. godine prema projektu arhitekta Josipa Slade, a dovršena je početkom 20. st. Zapadno pročelje ima šiljati zabat ukrašen romaničkim i gotičkim dekorativnim elementima. Današnja crkva sv. Petra kao strukturalne elemente zadržala je i ostatke prvotne jednobrodne crkve izgrađene u 17. st., a značajno pregrađene u prvoj polovici 18. st. Zvonik klasicističkih obilježja građen je odvojeno od korpusa crkve. Gradnja zvonika je završena 1860. godine te se projekt gradnje pripisuje Vicku Andriću.

## Zaštita
Pod oznakom Z-4304 zavedena je kao nepokretno kulturno dobro - pojedinačno, pravna statusa zaštićena kulturnog dobra, klasificirano kao "sakralna graditeljska baština".

## Vanjske poveznice
|  | Zajednički poslužitelj ima još gradiva o temi Crkva sv. Petra u Kaštel Novome |